# Karoline af Nassau-Saarbrücken
Karoline af Nassau-Saarbrücken (født 12. august 1704 i Saarbrücken, død 25. marts 1774 i Darmstadt) var en pfalzgrevinde, der gennem sit ægteskab blev hertuginde af Pfalz-Zweibrücken.

## Forfædre
Karoline af Nassau-Saarbrücken var sønnedatter af Gustav Adolf af Nassau-Saarbrücken og Eleonore Klara af Hohenlohe-Neuenstein samt datterdatter af Heinrich Friedrich af Hohenlohe-Langenburg og Juliana Dorothea til Castell-Remlingen (1640–1706).
Hun var datter af Ludvig Crato (Kraft) af Nassau-Saarbrücken og Philippine Henriette af Hohenlohe-Langenburg (1679–1751). 

## Familie
Karoline af Nassau-Saarbrücken blev gift med Christian 3. af Pfalz-Zweibrücken: Parret fik fire børn:  
- Karoline Henriette (den store landgrevinde), gift med Ludvig 9. af Hessen-Darmstadt.

- Christian 4. af Pfalz-Zweibrücken, gift morganatisk.

- Frederik Michael af Zweibrücken-Birkenfeld, forfader til kongerne af Bayern.

- Christiane Henriette, fyrstinde af Waldeck-Pyrmont, gift med fyrste Karl August af Waldeck-Pyrmont.

## Farmor til den første konge af Bayern
Karoline var mor til Frederik Michael af Zweibrücken-Birkenfeld og farmor til Maximilian 1. Joseph af Bayern, der blev kurfyrste af Bayern i 1799 og konge i 1805.
Alle senere konger af Bayern var efterkommere af Maximilian 1. Joseph.
1. ↑  Navnet er anført på engelsk og stammer fra Wikidata hvor navnet endnu ikke findes på dansk.
2. ↑  Navnet er anført på engelsk og stammer fra Wikidata hvor navnet endnu ikke findes på dansk.